# Гвда
Гвда (пол. Gwda) — река в Польше, правый приток реки Нотець. Длина реки — 140 км, площадь водосборного бассейна — 4947 км².
Река вытекает из южной части озера Вешхово у села Старе-Вешхово. Течёт на юг, протекает через озеро Велиме. В среднем и нижнем течении на реке несколько плотин и запруд. Крупнейший населённый пункт на реке — город Пила, который река протекает в своём нижнем течении. Ширина реки в Пиле около 40 метров, скорость течения 0,3 м/с. Впадает в Нотець в селе Уйсце, высота устья — ниже 48 м над уровнем моря.
Вода в реке была одной из самых чистых в Польше до 1975 года. Однако, с тех пор начала ухудшаться из-за насосных необработанных сточных вод, химикатов и масел, которые стекали из предприятий.